# Vincent Rottiers
Pour les articles homonymes, voir Rottiers.
Vincent Rottiers est un acteur français né le 17 juin 1986 à Évry (Essonne). Il est le demi-frère de l'acteur Kévin Azaïs.

## Biographie
Au collège, Vincent Rottiers pratique le théâtre. Il décide de prendre un agent, sans aucune proposition. Il est finalement repéré dans la rue, et décroche, à 15 ans, le rôle principal du film Les Diables de Christophe Ruggia (2002). Il y incarne un adolescent abandonné, qui multiplie les fugues, avec sa sœur. Son demi-frère, Kevin Azaïs, est d'abord pressenti pour le rôle, avant d'être jugé trop jeune.
Après des participations à Narco et La Maison de Nina, Vincent Rottiers trouve deux autres rôles d'adolescent en manque de repères : celui que Vanessa Paradis prend sous son aile dans Mon Ange (2005) et celui qui est recueilli par Julie Depardieu dans Le Passager d'Éric Caravaca, un personnage qui lui vaudra une nomination au César du meilleur espoir en 2007.
Vincent Rottiers tente ensuite une incursion dans la comédie grand public (L'Île aux trésors) et apparaît dans deux grosses productions historiques (L'Ennemi intime, Les Femmes de l'ombre). En 2009, c'est un cinéma intimiste qui offre des personnages marquants à l'acteur, dont l'intensité laisse entrevoir une sensibilité d'écorché vif : dans Je suis heureux que ma mère soit vivante de Claude Miller et Nathan Miller, il est un ado écartelé entre sa famille d'adoption et sa mère biologique tandis qu'il joue les petits voyous dans À l'origine et Qu'un seul tienne et les autres suivront. Une année bien remplie qui le révèle au grand public et au cinéaste Raphaël Jacoulot, qui le choisit pour donner la réplique à Jean-Pierre Bacri dans son deuxième long métrage, Avant l'aube.

## Filmographie

### Cinéma
- 2002 : Les Diables de Christophe Ruggia : Joseph
- 2004 : Narco de Tristan Aurouet et Gilles Lellouche : Kevin
- 2004 : Mon ange de Serge Frydman : Billy
- 2005 : Mille soleils de Mathieu Vadepied (court métrage) : Yann
- 2005 : La Maison de Nina de Richard Dembo : Gabriel
- 2005 : Le Passager d'Éric Caravaca : Lucas
- 2006 : Les Deux Vies du serpent d'Hélier Cisterne (moyen métrage) : Pierre
- 2006 : Novice d'Alexis Charrier (court-métrage) : Enzo
- 2007 : L'Île aux trésors d'Alain Berberian : Jim Hawkins
- 2007 : L'Ennemi intime de Florent-Emilio Siri : le soldat Lefranc
- 2008 : 664km d'Arnaud Bigeard (court métrage) : David
- 2008 : Yellow Bird de Rodolphe Pauly (court métrage) : le bassiste
- 2008 : Les Femmes de l'ombre de Jean-Paul Salomé : Eddy
- 2009 : Instinctif de Céline Tejero (court métrage) : Jérôme
- 2009 : À l'origine de Xavier Giannoli : Nicolas
- 2009 : Je suis heureux que ma mère soit vivante de Claude Miller et Nathan Miller : Thomas Jouvet (20 ans)
- 2009 : Qu'un seul tienne et les autres suivront de Léa Fehner : Alexandre
- 2009 : Gardiens de l'ordre de Nicolas Boukhrief : Jean, le fils du député
- 2011 : Avant l'aube de Raphaël Jacoulot : Frédéric Boissier
- 2011 : Love and Bruises de Lou Ye : Éric
- 2011 : Dans la tourmente de Christophe Ruggia : le gardien au berger allemand
- 2011 : La Ligne de touche de Nicolas Rosée (court métrage)
- 2012 : L'Hiver dernier de John Shank : Johann
- 2012 : Le monde nous appartient de Stephan Streker : Pouga
- 2012 : La Dernière caravane de Foued Mansour (court métrage) : Arnaud
- 2012 : Renoir de Gilles Bourdos : Jean Renoir
- 2012 : L'Homme à la cervelle d'or de Joan Chemla (court métrage) : Stanley
- 2013 : L'Écume des jours de Michel Gondry : le religieux
- 2013 : Chroniques d'une cour de récré de Brahim Fritah : Moustache
- 2013 : La Marche de Nabil Ben Yadir : Sylvain
- 2014 : Bodybuilder de Roschdy Zem : Antoine Morel
- 2014 : Valentin Valentin de Pascal Thomas : Valentin Fontaine
- 2015 : Dheepan de Jacques Audiard : Brahim
- 2015 : La Vie en grand de Mathieu Vadepied : l'homme du parking
- 2016 : Toril de Laurent Teyssier : Philippe Luas
- 2016 : Sisu de Frédéric Farrucci (court métrage) : Jérémie
- 2016 : Nocturama de Bertrand Bonello : Greg
- 2017 : Money de Gela Babluani : Eric
- 2017 : Espèces menacées de Gilles Bourdos : Tomasz
- 2017 : La Part sauvage de Guérin Van de Vorst : Ben
- 2018 : Sauver ou périr de Frédéric Tellier : Martin
- 2019 : Un ange de Koen Mortier : Thierry
- 2019 : Sympathie pour le diable de Guillaume de Fontenay : Vincent
- 2019 : Pompéi d'Anna Falguères et John Shank : Toxou
- 2020 : Frères d'arme de Sylvain Labrosse : Emiljan Matesic
- 2024 : Les Infaillibles de Frédéric Forestier : Stan Bogaert
- 2025 : Mercato de Tristan Séguéla : Vincent

### Télévision
- 2004 : La Classe du brevet (téléfilm) d'Edwin Baily : Rémi
- 2007 : L'Affaire Sacha Guitry (téléfilm) de Fabrice Cazeneuve : Jean
- 2010 : Bella, la guerre et le soldat Rousseau (téléfilm) de Manuel Flèche : Yann Rousseau
- 2016 : Liens complexes (téléfilm) de Nicole Thierry : Pierre Maillard
- 2017 : Calls (série télévisée), épisode 5 : Steve
- 2019 : Prise au piège de Karim Ouaret (série télévisée) : Eric Rivière
- 2022 : Les Combattantes d'Alexandre Laurent (série télévisée) : Lucien Charrier
- 2023 : Jusqu'ici tout va bien de Nawell Madani (série télévisée) : Samuel
- 2024 : Anthracite de Julius Berg (mini-série télévisée) : Vincent

### Clip
- 2019 : Assez ? de Magenta, réalisé par Arnaud Dufeys : lui-même

## Distinctions

### Récompenses
- Lutins du court-métrage : Lutin du meilleur acteur pour 664 km

### Nominations
- César 2007 : César du meilleur espoir masculin pour Le Passager
- César 2010 : César du meilleur espoir masculin pour Je suis heureux que ma mère soit vivante
- César 2016 : César du meilleur acteur dans un second rôle pour Dheepan